# Desa Batur Tengah
Desa Batur Tengah är en administrativ by i Indonesien.   Den ligger i provinsen Provinsi Bali, i den sydvästra delen av landet, 1 000 km öster om huvudstaden Jakarta. Desa Batur Tengah ligger på ön Bali. Den ligger vid sjön Danau Batur.